# Maia Basket Clube
El Maia Basket Clube es un equipo de baloncesto portugués, con sede en la ciudad de Maia (Portugal), que compite en la LPB, la máxima competición de su país. Disputa sus partidos en el 	Pav. Municipal de Águas Santas III - Formigueiro.

## Posiciones en liga
| Temporada | Nivel | Liga    | Posición | Pós-temporada    |
| --------- | ----- | ------- | -------- | ---------------- |
| 2012-13   | 2     | ProLiga | 1        | Ascensofinalista |
| 2013–14   | 1     | LPB     | 11       |                  |
| 2014-15   | 1     | LPB     | 9        |                  |
| 2015-16   | 1     | LPB     | 11       |                  |
| 2016-17   | 1     | LPB     | 12       | Descenso         |
| 2017-18   | 2     | ProLiga | 3        | Semifinalista    |
| 2018-19   | 2     | ProLiga | 2        | Ascensofinalista |
| 2019-20   | 1     | LPB     | 13       |                  |
| 2020-21   | 1     | LPB     | 13       | Descenso         |
| 2019-20   | 2     | ProLiga | 7        |                  |

fuente:eurobasket.com

## Palmarés
- Subcampeón Proliga -  2010
- Campeón CNB1 -  2006
- Subcampeón Troféu António Pratas (Proliga) - 2008, 2012

## Jugadores destacados
| - Dorivaldo Domingos - Antonio Neto - Mario Correia - Erik Quintela - Daniel Caluico - Pedro Catarino - André Dara - Paulo Diamantino - Luis Ferreira - Carlos Gonçalves - Rui Monteiro - André Pereira | - Daniel Ramos - Pedro Tavares - Alexander Kravtsov - Michel Diouf - D'Andre Brown - Francisco Destino - Paulo Ferreira - Odair Conceição - Elvis Évora - Francisco Machado - Ekjersey Viana |